# Emerson Moisés Costa
Emerson Moisés Costa (* 12. April 1972 in Rio de Janeiro), kurz Emerson, ist ein ehemaliger brasilianischer Fußballspieler. Der Mittelfeldspieler spielte zuletzt für den zypriotischen Erstligisten APOEL Nikosia.
Seine Karriere begann der laufstarke Spieler bei Flamengo Rio de Janeiro in seiner Heimatstadt, von wo er wenige Jahre nach seinem Start zum Coritiba FC wechselte. Von hier aus ging er 1992 zu Belenenses Lissabon nach Portugal. Durch gute Leistungen machte er sich auch bei den größeren Klubs des Landes einen Namen und wurde 1994 vom Spitzenklub FC Porto verpflichtet. Unter dem englischen Trainer Bobby Robson holte Emerson zweimal in Folge den portugiesischen Meistertitel und 1996 den Superpokal in Portugal. Dies war zugleich sein letzter Titel in Portugal, denn er wechselte noch im Sommer des gleichen Jahres zum englischen Traditionsklub FC Middlesbrough.
Hier blieb er nur anderthalb Jahre, im Januar 1998 flogen er und seine Frau nach Brasilien zurück. Als Gründe gab er Schwierigkeiten mit den Lebensumständen an. Er kündigte an, „nie wieder nach Europa zurückzukehren“. Dieser Aussage folgte er dann doch nicht, sondern wechselte kurze Zeit später zu CD Teneriffa nach Spanien. Als er mit seinem Verein abstieg, versuchte man in Middlesbrough, Emerson zurückzuholen. Dieser lehnte jedoch ab und wechselte innerhalb Spaniens zu Deportivo La Coruña. Es folgte der enttäuschendste Abschnitt seiner Karriere: Weder in Galicien noch bei Atlético Madrid oder den Glasgow Rangers konnte er sich durchsetzen. Nachdem er bei den Schotten durchgefallen war, ging er 2004 zurück in seine Heimat zum Verein CR Vasco da Gama. Ein Jahr nach der Rückkehr erhielt er ein Angebot des griechischen Erstligisten Skoda Xanthi. Dort wurde er wieder zum Stammspieler und bald eine feste Größe im defensiven Mittelfeld. Nur ein halbes Jahr nach dem Vertragsabschluss wurde er von AEK Athen abgeworben. Im Sommer 2007 unterzeichnete er dann einen Vertrag beim zypriotischen Verein APOEL Nikosia. Im Sommer 2009 hat Emerson beschlossen, seine Spielerlaufbahn zu beenden.

## Erfolge und Auszeichnungen
- Spieler des Jahres in Portugal: 1996
- Portugiesischer Meister: 1995, 1996
- Portugiesischer Supercup-Sieger: 1996